# Cauville-sur-Mer
Cauville-sur-Mer ist eine französische Gemeinde mit 1.679 Einwohnern (Stand: 1. Januar 2022) im Département Seine-Maritime in der Region Normandie. Sie gehört zum Arrondissement Le Havre und zum Kanton Octeville-sur-Mer. Die Einwohner werden Cauvillais und Cauvillaises genannt.

## Geographie

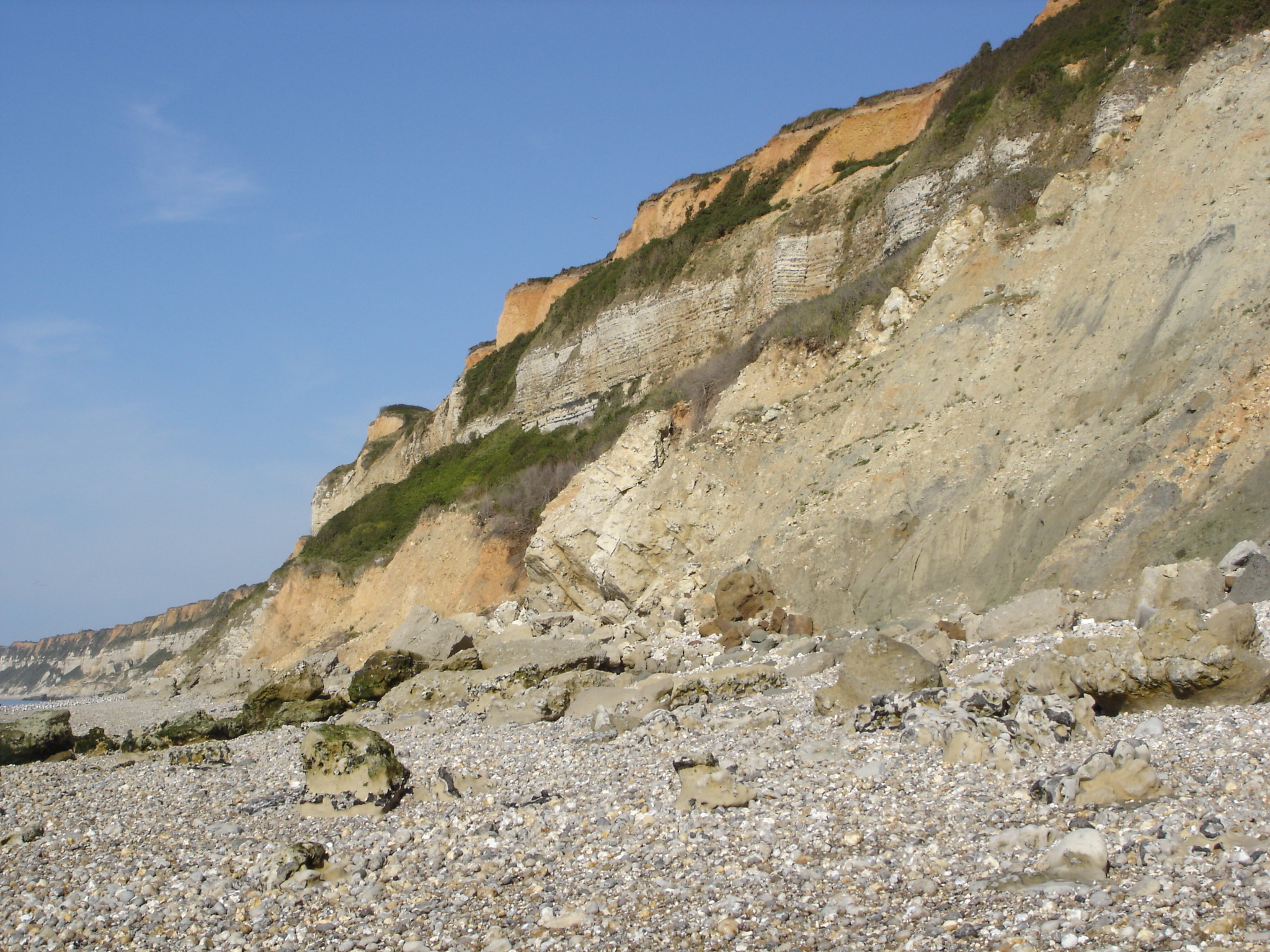
Steilküste bei Cauville-sur-Mer

Cauville-sur-Mer liegt in der Naturregion Pays de Caux, etwa elf Kilometer nordnordöstlich von Le Havre am Ärmelkanal. Umgeben wird Cauville-sur-Mer von den Nachbargemeinden Heuqueville im Norden, Saint-Jouin-Bruneval im Norden und Nordosten, Mannevillette im Osten, Fontenay im Südosten sowie Octeville-sur-Mer im Süden.

## Bevölkerungsentwicklung

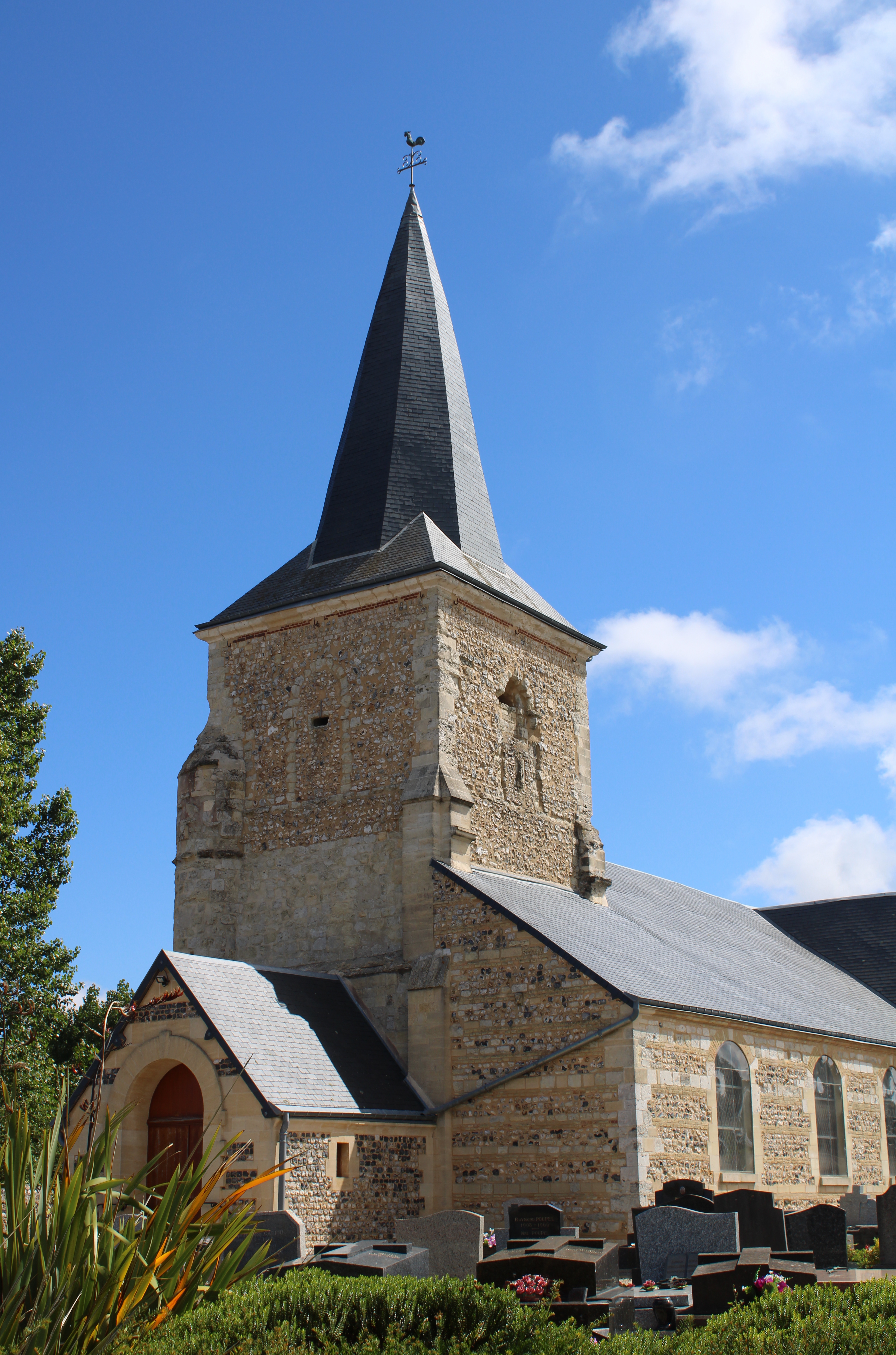
Kirche Saint-Nicolas

| Jahr                       | 1962 | 1968 | 1975 | 1982 | 1990 | 1999 | 2006 | 2013 | 2020 |
| Einwohner                  | 508  | 494  | 505  | 1005 | 1165 | 1243 | 1387 | 1465 | 1599 |
| Quellen: Cassini und INSEE |      |      |      |      |      |      |      |      |      |

## Sehenswürdigkeiten
- Kirche Saint-Nicolas aus dem 11. Jahrhundert
- Kirche Saint-Pierre in Buglise aus dem 13. Jahrhundert
- Schloss Cauville